# Ramón Emeterio Betances
Ramón Emeterio Betances y Alacán (8 tháng 4 năm 1827 - 16 tháng 9 năm 1898) là một nhà dân tộc chủ nghĩa Puerto Rico. Ông là người chủ mưu trong cuộc cách mạng Grito de Lares và được coi là cha đẻ phong trào độc lập Puerto Rico. Do Grito khích động một phong trào dân tộc chủ nghĩa đang phát triển trong Puerto Rico, Betances cũng được coi là "El Padre de la Patria" (Cha đẻ của dân tộc Puerto Rico). 
Bởi vì những việc làm từ thiện cho những người có nhu cầu, ông cũng được gọi là "El Padre de los Pobres" ("Cha của người nghèo").
Betances cũng là một bác sĩ y khoa và bác sĩ phẫu thuật ở Puerto Rico, và một trong những nhà vệ sinh viên xã hội đầu tiên của quốc gia này. Ông đã hành nghề phẫu thuật và nhãn khoa thành công. Betances cũng là một người xoá bỏ chế độ nô lệ, nhà ngoại giao, nhà quản trị y tế công cộng, nhà thơ và tiểu thuyết gia. Ông đã là đại diện và liên lạc cho Cuba và Cộng hòa Dominica tại Paris, Pháp.